# Lodi
För andra betydelser, se Lodi (olika betydelser).
Lodi (italienskt uttal: [ˈlɔːdi] lyssna (fil)) är en stad och kommun i regionen Lombardiet i norra Italien. Staden är huvudort i provinsen med samma namn. Den är belägen vid floden Adda, cirka 30 kilometer sydost om Milano.
Kommunen hade 45 872 invånare (2018) och gränsar till kommunerna Boffalora d'Adda, Cornegliano Laudense, Corte Palasio, Dovera, Lodi Vecchio, Montanaso Lombardo, Pieve Fissiraga, San Martino in Strada och Tavazzano con Villavesco.
Intill Piazza della Vittoria, stadens torg, ligger renässanskyrkan Incoronata. Den åttkantiga interiören är helt täckt av väggmålningar och förgyllningar samt kröns av en kupol.
I staden slöts 1454 freden i Lodi mellan Hertigdömet Milano och Republiken Venedig. Även Republiken Florens, Kyrkostaten och Kungariket Neapel anslöt sig senare till avtalet, vilket markerade starten på fyra decennier av uppehåll i striderna mellan de italienska staterna. Napoleon I vann en uppmärksammad seger vid staden den 10 maj 1796, se slaget vid Lodi.

## Galleri

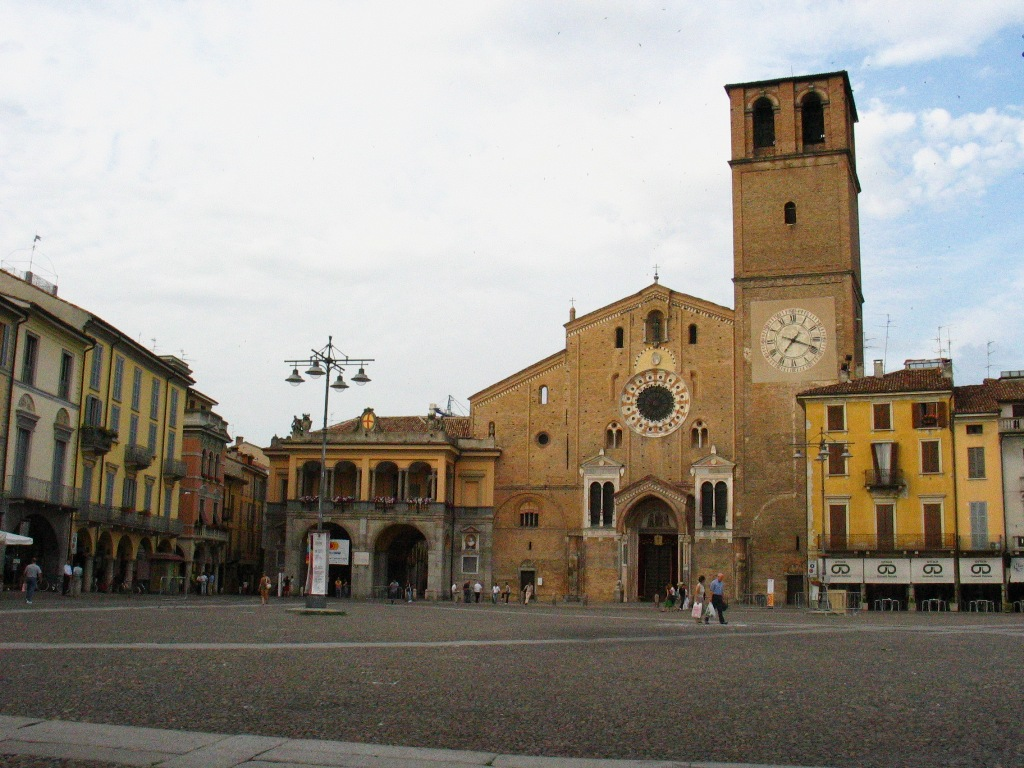
Lodi katedral och Piazza della Vittoria.
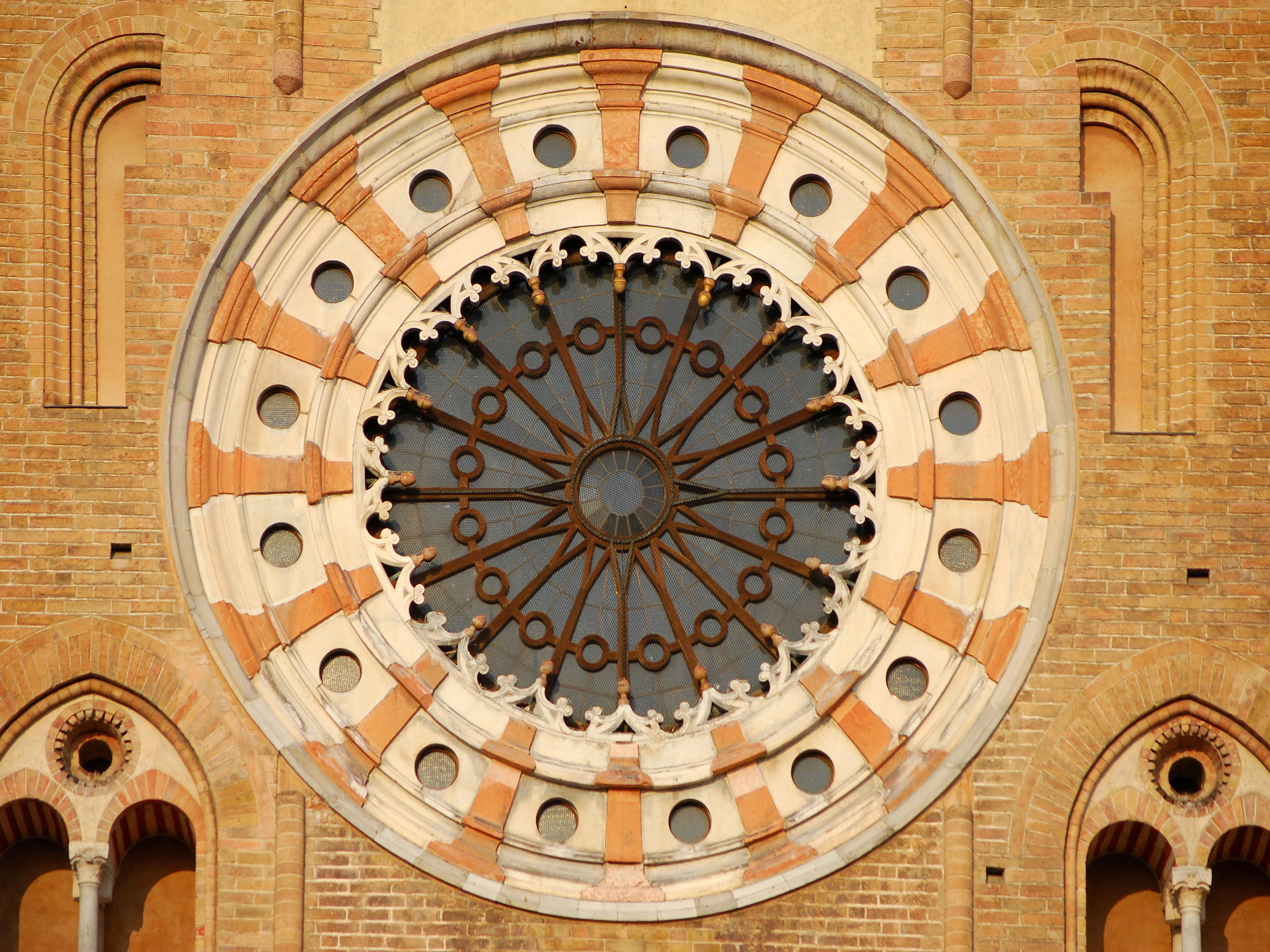
Fönster vid Lodi katedral.
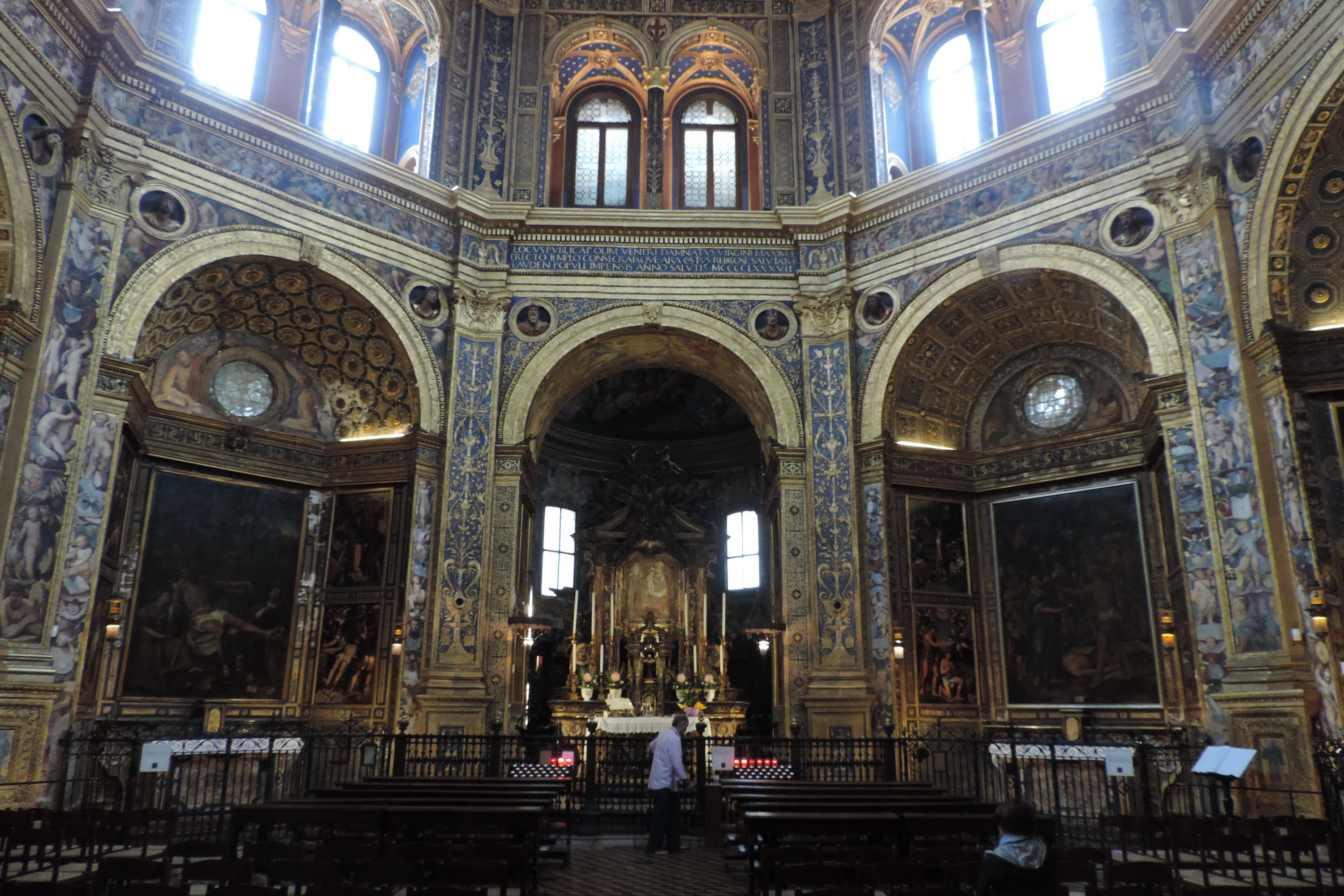
Kyrkan Beata Vergine Incoronata
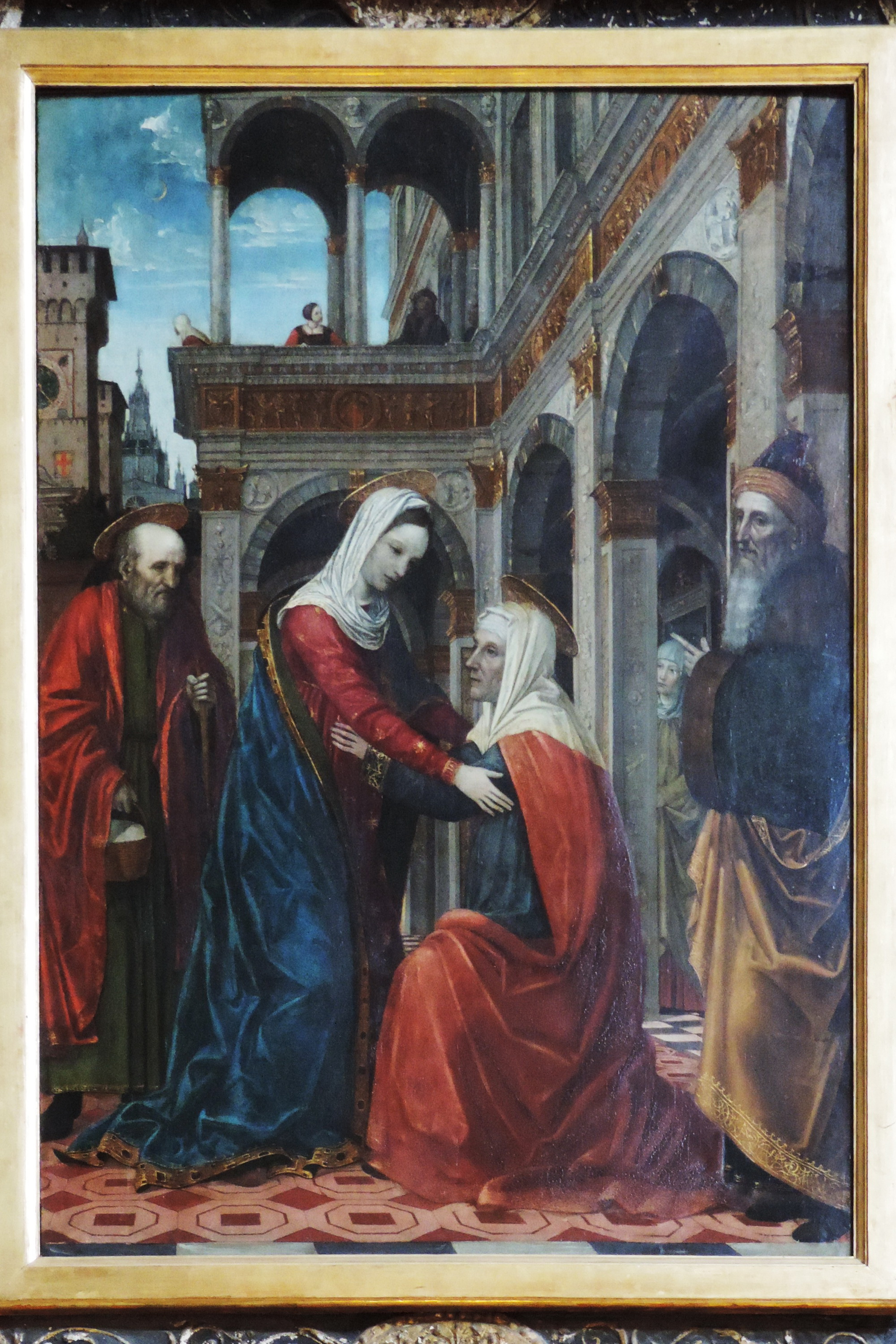
Målning i kyrkan Beata Vergine Incoronata
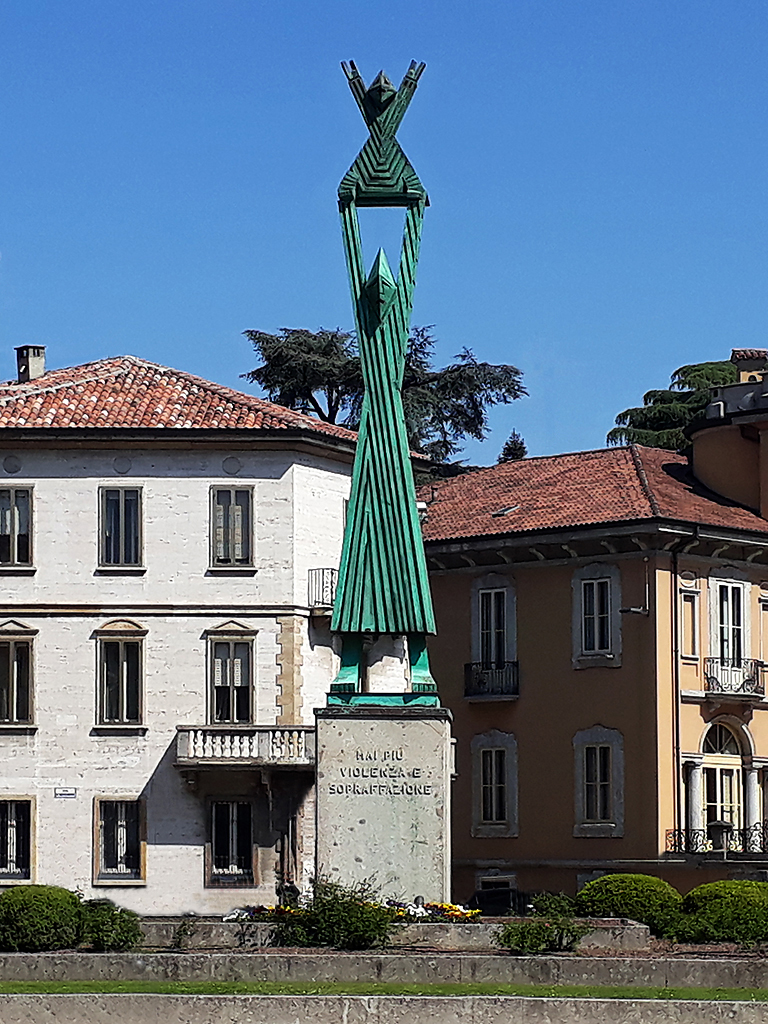
Monument över den italienska motståndsrörelsen.
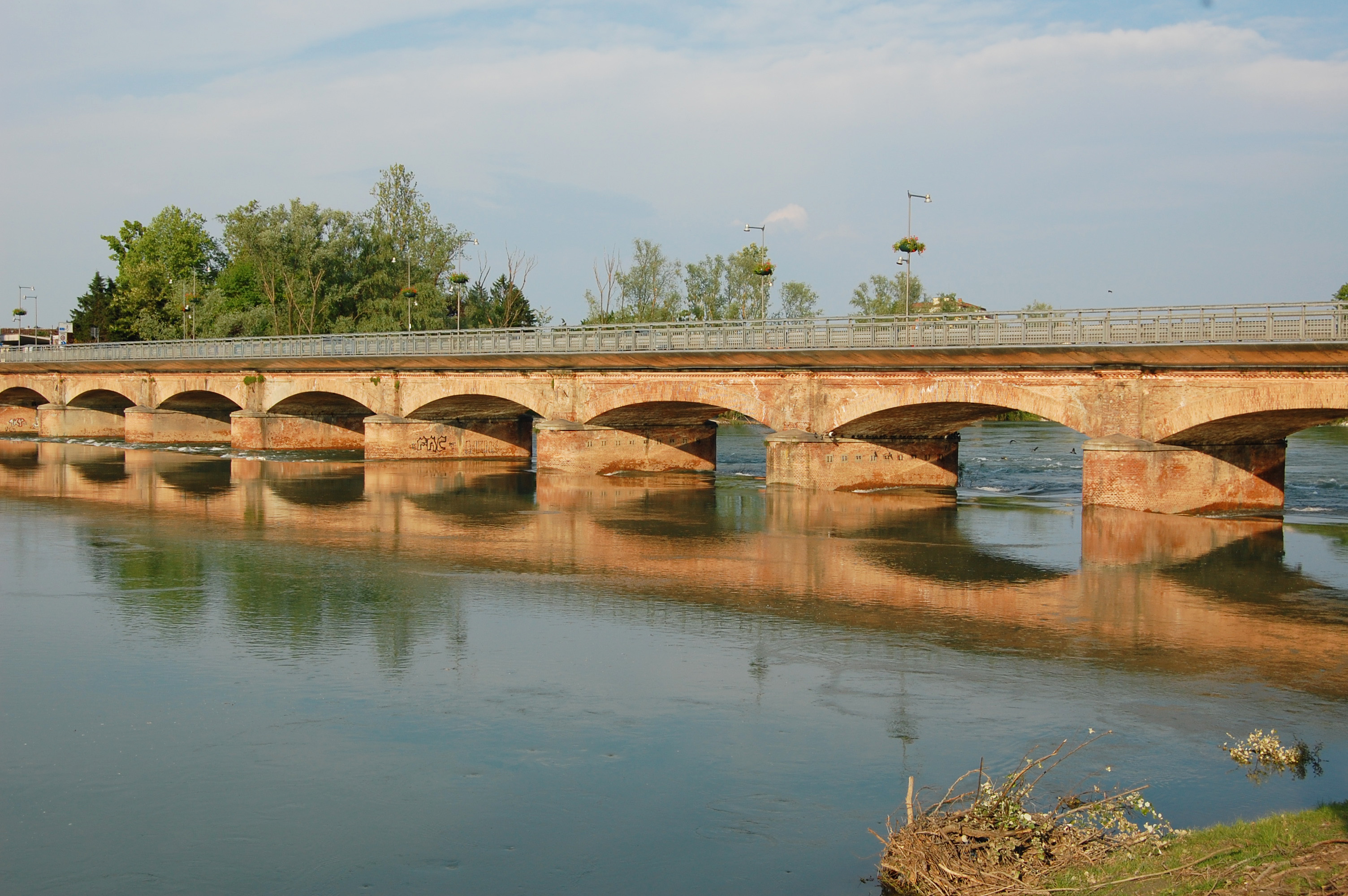
Bron över floden Adda.